# Portugal International 2022
Die Portugal International 2022 fanden vom 10. bis zum 13. März 2022 in Caldas da Rainha statt. Sie wurden im Centro de Alto Rendimento de Badminton ausgetragen, dem Leistungszentrum des portugiesischen Badmintonverbands Federação Portuguesa de Badminton. Es war die 57. Auflage dieser internationalen Titelkämpfe von Portugal im Badminton.

## Sieger und Platzierte
| Disziplin    | Gold                         | Silber                         | Bronze                          |
| ------------ | ---------------------------- | ------------------------------ | ------------------------------- |
| Herreneinzel | Andi Fadel Muhammad          | Karan Rajan Rajarajan          | Chi Yu-jen                      |
| Herreneinzel | Andi Fadel Muhammad          | Karan Rajan Rajarajan          | Magnus Johannessen              |
| Dameneinzel  | Hsu Wen-chi                  | Yeung Sum Yee                  | Josefine Redkjær Jensen         |
| Dameneinzel  | Hsu Wen-chi                  | Yeung Sum Yee                  | Likhita Srivastava              |
| Herrendoppel | Ye Hong-wei Su Ching-heng    | Wei Chun-wei Wu Guan-xun       | Rory Easton Zach Russ           |
| Herrendoppel | Ye Hong-wei Su Ching-heng    | Wei Chun-wei Wu Guan-xun       | Yeung Ming Nok Ho Wai Lun       |
| Damendoppel  | Vimala Heariau Sharone Bauer | Yeung Ming Nok Yeung Pui Lam   | Emma Moszczynski Stine Küspert  |
| Damendoppel  | Vimala Heariau Sharone Bauer | Yeung Ming Nok Yeung Pui Lam   | Malya Hoareau Camille Pognante  |
| Mixed        | Ye Hong-wei Lee Chia-hsin    | Jan Colin Völker Stine Küspert | Paweł Śmiłowski Wiktoria Adamek |
| Mixed        | Ye Hong-wei Lee Chia-hsin    | Jan Colin Völker Stine Küspert | Yeung Ming Nok Yeung Pui Lam    |